# Đệ Nhất Phu nhân Afghanistan
Đệ Nhất Phu nhân Afghanistan là danh hiệu được gán cho vợ của Tổng thống Afghanistan. Rula Ghani, vợ của cựu Tổng thống Ashraf Ghani, là đệ nhất phu nhân Afghanistan cuối cùng và gần đây nhất kể từ năm 2014 đến năm 2021.

## Danh sách Đệ Nhất Phu nhân Afghanistan
(Cuộn xuống)
| Số | Hình ảnh     | Đệ Nhất Phu nhân | Sinh | Kết hôn          | Tổng thống          | Nhiệm kỳ bắt đầu | Nhiệm kỳ kết thúc | Tuổi bắt đầu nhiệm kỳ | Mất  |
| -- | ------------ | ---------------- | ---- | ---------------- | ------------------- | ---------------- | ----------------- | --------------------- | ---- |
| 1  |              | Zamina Begum     | 1917 | Tháng 9 năm 1934 | Mohammed Daoud Khan | 17/7/1973        | 28/4/1978         | 55–56                 | 1978 |
| 2  |              | Fatana Najib     | 1953 |                  | Mohammad Najibullah | 30/9/1987        | 16/4/1992         | 1                     | -    |
| 3  | Zenat Karzai | Zeenat Karzai    | 1970 | 1999             | Hamid Karzai        | 22/12/2001       | 29/9/2014         | 31                    | -    |
| 4  | Rula Saadah  | Rula Saadah      | 1948 | 1975             | Ashraf Ghani        | 29/9/2014        | 15/8/2021         | 64                    | -    |